# Claude Desailly
Pour les articles homonymes, voir Desailly.
Claude Desailly est un scénariste et dialoguiste français, né le 14 avril 1922 à Cambrai et mort le 26 avril 2009 à Gordes. Il est surtout connu pour être le créateur du célèbre feuilleton télévisé Les Brigades du Tigre diffusé entre 1974 et 1983.

## Biographie
D'abord comédien, il est aussi le secrétaire de Charles Dullin jusqu'à sa mort survenue 1949. Puis, il devient scénariste, notamment de plusieurs films de Robert Hossein, et pour la télévision.

## Filmographie
Scénario (cinéma)
- 1955 :  Le Crâneur
- 1956 :  Vous pigez ?
- 1956 :  Ce soir les jupons volent
- 1958 :  La Fille de feu
- 1958 : Lilli – ein Mädchen aus der Großstadt (de)
- 1959 :  Visa pour l'enfer
- 1960 :  Les Canailles
- 1961 :  Le Goût de la violence
- 1962 :  Dossier 1413
- 1962 :  Mandrin, bandit gentilhomme
- 1963 :  La Mort d'un tueur
- 1964 :  Les Yeux cernés
- 1965 :  Le Vampire de Düsseldorf
- 1967 :  J’ai tué Raspoutine
- 1968 :  Une corde, un Colt...
- 1970 :  Point de chute

Scénario (télévision)
- 1972 : L'Homme qui revient de loin, feuilleton de Michel Wyn + acteur
- 1974 :  Puzzle, téléfilm d'André Michel
- 1974 :  Deux ans de vacances
- 1974 :  Les Faucheurs de marguerites
- 1974-1983 :  Les Brigades du Tigre
- 1975 :  Michel Strogoff
- 1978 :  Le Temps des as
- 1979 :  Mathias Sandorf (de)
- 1980 :  La conquête du ciel
- 1980 :  Les Visiteurs
- 1982 :  L'Adieu aux as
- 1989 :  Les Cinq Dernières Minutes  - épisode  La mort aux truffes
- 1992 :  Fantômes en héritage

Acteur
- 1972 : L'Homme qui revient de loin de Michel Wyn
- 1978 : Les Brigades du Tigre, épisode Le village maudit de Victor Vicas : Maudru
- 1989 : Les Cinq Dernières Minutes : La mort aux truffes, réalisation Maurice Frydland

## Théâtre
- 1950 : Pas d'orchidées pour miss Blandish de James Hadley Chase, mise en scène Alexandre Dundas, Théâtre du Grand Guignol

## Anecdote
Claude Desailly apparaît dans un petit rôle en forme de clin d’œil, dans le premier épisode de la  4e saison  des Brigades du Tigre, intitulé « Le Village maudit », où il incarne le personnage de Maudru.